# Елизавета Добрженская де Добрженич
Графиня Елизавета Мария Добрженская де Добрженич (7 декабря 1875 — 11 июня 1951) — чешская дворянка, супруга Педру де Алькантара Орлеан-Браганса.

## Биография
Елизавета родилась в семье Яна Вацлава, графа Добрженского де Добрженич и его супруги Елизаветы Коттулинской, баронессы де Коттулин и Кжижковиц. 
У неё было три старших брата: Ян, Отокар и Ярослав, и младший брат Карл Канута. В 1905 году в Австрии Карл Канута стал графом Коттулинским, а в 1912 году сочетался браком с Марией Терезией фон Меран, принадлежащей к морганатической ветви Лотарингского дома.
14 ноября 1908 года в Версале Елизавета вышла замуж за Педру де Алькантара Орлеан-Браганса. Поскольку она была некоролевских кровей, ради брака с ней Педру отказался от своих наследственных прав на корону Бразильской империи. У супругов было пятеро детей:
- Принцесса Изабелла Орлеан-Браганса  (13 июля 1911 — 5 августа 2003), жена с 1931 года принца Генриха Орлеанского, графа Парижского (1908—1999)
- Принц Педру Гастан Орлеан-Браганса  (19 февраля 1913 — 27 декабря 2007), женат с 1944 года на принцессе Марии де ла Эсперансе Бурбон-Сицилийской (1914—2005)
- Принцесса Мария Франческа Орлеан-Браганса  (8 сентября 1914 — 15 января 1968), супруга с 1942 года Дуарте Нуну, герцога Браганса (1907—1976), и мать Дуарте Пиу, герцога Браганса, нынешнего претендента на португальский престол
- Принц Жуан Мария Орлеан-Браганса  (15 октября 1916 — 26 июня 2005), 1-я жена с 1949 года египетская принцесса Фатима Шерифа Ширин (1923—1990), дочь Исмаил-бея Ширина и вдова принца Хасана Омара Тоассауна (1901—1946). Развод в 1971 году. В 1990 году вторично женился на бразильянке Терезе да Сильва Лейте (род. 1926).
- Принцесса Тереза Орлеан-Браганса (18 июня 1919 — 18 апреля 2011), муж с 1957 года испанский бизнесмен Эрнесто Антонио Мария Марторелл и Кальдеро (1921—1985), 2 дочери.

Елизавета умерла в возрасте 75 лет и была похоронена рядом со своим мужем Педру.